# Ширлі Темпл
Ширлі Темпл (англ. Shirley Temple, 23 квітня 1928 — 10 лютого 2014) — американська акторка, співачка та дипломатка. Володарка «Молодіжної нагороди Академії» за 1934 рік (наймолодша людина, яка отримала «Оскар»), відома дитячими ролями у 1930-х. Перша жінка-глава Протоколу США (1976). Була амбасадоркою США в Чехословаччині та Гані.

## Біографія
Прославилася як акторка ще в ранньому дитинстві. Першу роль в кіно зіграла у 3 роки — у 1932 на екран вийшло три картини з її участю. Міжнародну популярність їй принесла роль в музичній комедії Девіда Батлера «Сяючі оченята» 1934 року, після якого пішла серія нових успішних фільмів.
У 1935 році Темпл стала першою артисткою, яка отримала Молодіжну нагороду Американської кіноакадемії. Заснована в 1934 році спеціальна номінація для неповнолітніх акторів проіснувала до 1961-го. З 1962-го юні актори стали номінуватися нарівні з дорослими.
Зліт кінокар'єри Темпл припав на період Великої депресії (1929–1939 роки). Розважальні музичні картини з юною акторкою набули великої популярності у найрізноманітнішої публіки. Фільми за участю Темпл рекомендував до перегляду президент США Франклін Рузвельт.
У 1930-х за участю Темпл вийшли стрічки «Кучерява», «Маленька бунтарка», «Бідна, маленька багата дівчинка», «Капітан Січень», «Крихітка Віллі Вінкі» та інші. До початку 1940-х юна кінозірка зрівнялася за популярністю з такими дорослими акторками, як Кетрін Гепберн і Джоан Кроуфорд. Знімалась у фільмі "Дівчина з родини Хагенів" разом із Рональдом Рейганом у головній ролі.
У 1939 році портрет Темпл написав Сальвадор Далі, назвавши його «Ширлі Темпл — наймолодший і священний монстр кіно свого часу». На полотні дівчинка була зображена у вигляді сфінкса, навколо якого розкидані людські кістки, а на голові сидить кажан.
Темпл багато знімалася в 1940-х, але в підлітковому віці інтерес до неї з боку режисерів і продюсерів знизився. Після невдалого прослуховування на роль Пітера Пена в бродвейському мюзиклі в 1950 році 22-річна Темпл оголосила про завершення кар'єри. У 1958 році вона ненадовго поверталася на телебачення як ведуча, проте в кіно більше не знімалася.
Увійшла до списку 100 найвизначніших зірок кіно за 100 років за версією AFI під № 18.
Після завершення акторської кар'єри зайнялася політикою, ставши американською дипломаткою. З 6 грудня 1974 року по 13 липня 1976 року була послом США у Гані. Ширлі Темпл стала першою жінкою-главою Протоколу США (з 1 липня 1976 по 21 січня 1977 року), вона відповідала за організацію інавгурації президента Джиммі Картера. З 23 серпня 1989 року по 12 липня 1992 року Темпл була послом США в Чехословаччині.

## Фільмографія
| Рік  |    | Українська назва                 | Оригінальна назва                | Роль |
| ---- | -- | -------------------------------- | -------------------------------- | ---- |
| 1932 | кф | War Babies                       | War Babies                       |      |
| 1932 | ф  | Baby Burlesks                    | Baby Burlesks                    |      |
| 1933 | ф  | To the Last Man                  | To the Last Man                  |      |
| 1934 | ф  | Мандалай (фільм)                 | Mandalay                         |      |
| 1934 | ф  | Little Miss Marker               | Little Miss Marker               |      |
| 1934 | ф  | Яскраві очі (фільм, 1934)        | Bright Eyes                      |      |
| 1934 | ф  | Now and Forever                  | Now and Forever                  |      |
| 1934 | ф  | Change of Heart                  | Change of Heart                  |      |
| 1934 | ф  | Stand Up and Cheer!              | Stand Up and Cheer!              |      |
| 1934 | ф  | Baby Take a Bow                  | Baby Take a Bow                  |      |
| 1934 | ф  | Кароліна (фільм, 1934)           | Carolina                         |      |
| 1934 | ф  | Now I'll Tell                    | Now I'll Tell                    |      |
| 1934 | ф  | Managed Money                    | Managed Money                    |      |
| 1935 | ф  | Кучерява                         | Curly Top                        |      |
| 1935 | ф  | Our Little Girl                  | Our Little Girl                  |      |
| 1935 | ф  | The Littlest Rebel               | The Littlest Rebel               |      |
| 1935 | ф  | The Little Colonel               | The Little Colonel               |      |
| 1936 | ф  | Бідна маленька багата дівчинка   | Poor Little Rich Girl            |      |
| 1936 | ф  | Dimples                          | Dimples                          |      |
| 1936 | ф  | Captain January                  | Captain January                  |      |
| 1936 | ф  | Stowaway                         | Stowaway                         |      |
| 1937 | ф  | Гайді (фільм, 1937)              | Heidi                            |      |
| 1937 | ф  | Крихітка Віллі Вінкі             | Wee Willie Winkie                |      |
| 1938 | ф  | Маленька міс Бродвей             | Little Miss Broadway             |      |
| 1938 | ф  | За рогом                         | Just Around the Corner           |      |
| 1938 | ф  | Rebecca of Sunnybrook Farm       | Rebecca of Sunnybrook Farm       |      |
| 1939 | ф  | Сюзанна з гір                    | Susannah of the Mounties         |      |
| 1939 | ф  | Маленька принцеса                | The Little Princess              |      |
| 1940 | ф  | Синій птах                       | The Blue Bird                    |      |
| 1940 | ф  | Young People                     | Young People                     |      |
| 1941 | ф  | Kathleen                         | Kathleen                         |      |
| 1942 | ф  | Miss Annie Rooney                | Miss Annie Rooney                |      |
| 1944 | ф  | Since You Went Away              | Since You Went Away              |      |
| 1944 | ф  | I'll Be Seeing You               | I'll Be Seeing You               |      |
| 1945 | ф  | Kiss and Tell                    | Kiss and Tell                    |      |
| 1947 | ф  | The Bachelor and the Bobby-Soxer | The Bachelor and the Bobby-Soxer |      |
| 1947 | ф  | Медовий місяць (фільм, 1947)     | Honeymoon                        |      |
| 1947 | ф  | That Hagen Girl                  | That Hagen Girl                  |      |
| 1948 | ф  | Форт Апачі                       | Fort Apache                      |      |
| 1949 | ф  | A Kiss for Corliss               | A Kiss for Corliss               |      |
| 1949 | ф  | Adventure in Baltimore           | Adventure in Baltimore           |      |
| 1950 | ф  | The Story of Seabiscuit          | The Story of Seabiscuit          |      |
| 1950 | ф  | Mr. Belvedere Goes to College    | Mr. Belvedere Goes to College    |      |
| 1975 | ф  | Brother, Can You Spare a Dime?   | Brother, Can You Spare a Dime?   |      |

## Нагороди
- Оскар 1934 — «Молодіжна нагорода Академії»